# Hleviše
Hleviše – wieś w Słowenii, w gminie Logatec. W 2018 roku liczyła 61 mieszkańców.